# As-Samad
As-Samad (arab. الثمد, Ath-Thamad) – miejscowość w Egipcie, w górzystej części półwyspu Synaj – muhafaza Synaj Północny (jego południowo-wschodnia część) – leżąca na trasie nr 03 Nachl - Taba.
30 października 1956 roku armia izraelska zdobyła egipski posterunek wojskowy w As-Samad.
6 maja 2007 roku w okolicach miejscowości rozbił się francuski samolot należący do międzynarodowych sił pokojowych MFO (Multinational Force and Observers).